# Gestion de temps
La gestion de temps ou planification de projet est une des composantes de la gestion de projet (Project Planning en anglais) qui concerne l'utilisation des tables horaires telles que les diagrammes de Gantt pour planifier et mesurer les progrès au sein de l'environnement du projet.
Ne pas confondre la gestion de temps et la gestion du temps[réf. nécessaire], gestion de son temps personnel[style à revoir].

## Description
Au départ, la portée du projet est définie et les méthodes appropriées pour sa réalisation sont déterminées. Après cette étape, les durées pour les diverses tâches nécessaires pour achever les travaux sont répertoriées et regroupées dans une structure de répartition du travail. Les dépendances logiques entre les tâches sont définies à l'aide d'un diagramme d'activités qui permet d'identifier le chemin critique. Les temps de flottement dans le calendrier peuvent être calculés en utilisant un logiciel de gestion de projet.
Ce n'est qu'ensuite que les ressources nécessaires à la mise en œuvre du projet peuvent être estimés ainsi que les coûts de chacune des activités, ce qui donne le coût total du projet. À ce stade, la planification peut être optimisé dans le but d'atteindre l'équilibre approprié entre l'utilisation des ressources et la durée du projet afin de se conformer aux objectifs fixés.
Une fois établie et acceptée, la planification devient ce qu'on appelle la "ligne de base". Les progrès seront mesurés au niveau de référence pendant toute la durée du projet. L'analyse des progrès par rapport à la ligne de base est également connue comme "la gestion de la valeur acquise" (Earned Value Management en anglais).

## Formalisme
- Le temps effectivement passé peut être formalisé au travers de feuilles de temps. Cela s'effectue notamment pour des raisons de gestion comptable. On parle alors d'imputations.

Cette formalisation est utile lorsque le temps passé doit être démontré, notamment pour les management fees.

## Logiciel de gestion de temps
La gestion du temps de travail s'automatise : "Pour optimiser leurs ressources humaines, des entreprises s'équipent de logiciels permettant une gestion fine du temps de travail des salariés.".
Quand la gestion des temps de travail se complexifie : "De nombreux secteurs d'activité requièrent de comptabiliser ou de planifier le temps de travail de leurs salariés. Les applications vont de la simple gestion des absences jusqu'à la mise en place d'emplois du temps soumis à diverses contraintes".
Les logiciels de gestion de temps sont apparus dès les années 1980 (avec Timesheet aux États-Unis ou Temps 2000 en France). Ces logiciels recouvrent de nombreux types de fonctionnalités, y compris la gestion de temps, la planification, le contrôle des coûts et la gestion du budget, l'allocation des ressources, logiciels de collaboration, communication, gestion de la qualité et de la documentation ou les systèmes d'administration, qui sont utilisés pour faire face à la complexité des grands projets.
Pour davantage de noms de logiciels, voir la catégorie:Logiciel de gestion de projets.

### En local
Il s'agit d'un programme qui s'exécute depuis le bureau de chaque utilisateur. Cela donne généralement davantage de rapidité et de fluidité au logiciel.
Les applications locales stockent leurs données dans un fichier, même si certaines collaborent directement avec d'autres utilisateurs, ou stockent leurs données dans une base de données centrale.

### En mode hébergé (ASPouSaaS)
Les logiciels de gestion de temps hébergés sont des applications Web, accessible via un intranet ou un extranet en utilisant un navigateur web.
Cette solution comporte les avantages et les inconvénients habituels des applications web :
- peut être accessible depuis n'importe quel type d'ordinateur sans nécessiter l'installation de logiciel en local ;
- facilité de contrôle d'accès ;
- multi-utilisateur ;
- une seule version du logiciel et l'installation à maintenir ;
- la centralisation des données ;
- en général plus lents à réagir que les applications de bureau.

De plus, l'accès est impossible sans connexion Internet (bien que certaines solutions permettent à l'utilisateur de réaliser une copie des données en local).